# Telarc International Corporation
Telarc International Corporation es una compañía discográfica estadounidense con sede en Cleveland, especializada en música clásica y jazz. Fue fundada en 1977 por Jack Renner y Robert Woods. 

## Historia
La compañía fue creada en 1977 en la ciudad estadounidense de Cleveland por Jack Renner y Robert Woods, dos músicos de formación clásica y antiguos profesores. Orientada originalmente hacia el ámbito de la música clásica, el sello se introdujo en el mundo del jazz en 1989, con la publicación de After Hours, una obra de Andre Previn. En 1993 publicó sus primeros álbumes de blues, y en 2005 tuvo lugar su irrupción en el mundo del pop-rock con la edición de sendos trabajos de Alana Davis y Los Super Seven. Ese mismo año, la compañía fue adquirida, junto a Heads Up International  (una compañía filial que había sido comprada por los directivos de Telarc en 2000) por Concord Records, una de las mayores productoras discográficas independientes del mundo.
En 2009 Robert Woods, su fundador y presidente abandona la compañía para crear con su mujer una empresa de producción y management de música clásica, que tendrá como primer cliente a la propia Telarc. Michael Bishop, el antiguo ingeniero jefe de grabaciones, hace lo propio para fundar "Five/Four Productions". Dave Love, exdirector de Heads Up International reemplaza a Wood en la dirección de la empresa, que deja de producir sus propias grabaciones y despide a 26 empleados.

## Catálogo
Aunque la compañía comenzó su andadura dedicándose en exclusiva a la música clásica, hoy mantiene un catálogo que abarca más de 800 títulos, desde la clásica hasta al jazz, pasando por el blues y el country. Tras la adquisición por parte de Concord, existen tres divisiones:
- Telarc, dedicada a la música clásica, el jazz y el blues
- HeadsUp, dedicada al smooth jazz, el blues y el jazz más clásico.
- Concord, dedicada al jazz y a editar trabajos de pop para adultos (Joni Mitchell, Paul McCartney...)

Hoy día, Telarc International, junto a su subsidiaria Heads Up International, edita más de 60 grabaciones al año y mantiene a más de 60 empleados en sus oficinas de Cleveland, Ohio.

## El sonido Telarc
La excepcional claridad de sonido en las grabaciones del sello, a través del uso pionero de la tecnología digital, es bien conocida por músicos y críticos, y le ha valido a la compañía la concesión de 40 premios Grammy, así como de otros premios internacionales como el premio Gramophone al sello del año, el Grand Prix du Disque y Diapason d'Or franceses, el japonés Disco del año de Japón o el alemán Audiophile CD of the Year. Del mismo modo, el sello siempre ha sido conocido por potenciar la autonomía creativa de sus artistas, entre los que se cuentan algunas de las más importantes figuras del jazz a nivel mundial como son Dave Brubeck, Ahmad Jamal, Oscar Peterson o Ray Brown, entre otros muchos.